# جمع‌کننده
جمع‌کننده (به انگلیسی: adder) یا اضافه‌کننده (به انگلیسی: summer) یک مدار دیجیتال است که مجموع عددها را به‌دست می‌آورد. جمع‌کننده‌ها می‌توانند برای جمع اعداد در حالت BCD یا در پرکاربردترین حالت آن‌ها یعنی اعداد دودویی مورد استفاده قرار گیرند.

## نیم جمع‌کننده

نمودار منطقی نیم جمع‌کننده

نیم جمع‌کننده دو رقم باینری A و B را جمع می‌کند. دارای دو خروجی، جمع (S) و نقلی (C) است. سیگنال نقلی نشان‌دهنده سرریز به رقم بعدی یک جمع چند رقمی است.
| ورودی‌ها | ورودی‌ها | خروجی‌ها | خروجی‌ها |
| ------- | ------- | ------- | ------- |
| A       | B       | Cout    | S       |
| ۰       | ۰       | ۰       | ۰       |
| ۰       | ۱       | ۰       | ۱       |
| ۱       | ۰       | ۰       | ۱       |
| ۱       | ۱       | ۱       | ۰       |

## تمام جمع‌کننده

نمودار منطقی برای تمام جمع‌کننده.

یک تمام جمع‌کننده اعداد باینری را جمع و برای مقادیر واردشده و همچنین مقادیر نقلی‌شدهٔ خروجی حساب می‌کند. یک تمام جمع‌کننده یک-بیتی، سه عدد یک-بیتی را جمع می‌کند که اغلب به‌صورت A, B و Cin نوشته می‌شود. A و B عملوندها هستند و Cin کمی از پایه کم-ارزش قبلی نقلی‌شده است.
| ورودی‌ها | ورودی‌ها | ورودی‌ها | خروجی‌ها | خروجی‌ها |
| ------- | ------- | ------- | ------- | ------- |
| A       | B       | Cin     | Cout    | S       |
| ۰       | ۰       | ۰       | ۰       | ۰       |
| ۰       | ۰       | ۱       | ۰       | ۱       |
| ۰       | ۱       | ۰       | ۰       | ۱       |
| ۰       | ۱       | ۱       | ۱       | ۰       |
| ۱       | ۰       | ۰       | ۰       | ۱       |
| ۱       | ۰       | ۱       | ۱       | ۰       |
| ۱       | ۱       | ۰       | ۱       | ۰       |
| ۱       | ۱       | ۱       | ۱       | ۱       |